# Falmouth (Antigua och Barbuda)
Falmouth är parishhuvudort i Antigua och Barbuda.   Falmouth ligger i parishen Parish of Saint Paul, i den centrala delen av landet, 12 kilometer sydost om huvudstaden Saint John's. Falmouth ligger 25 meter över havet och antalet invånare är 619. Falmouth ligger på ön Antigua.
Terrängen runt Falmouth är platt. Söderut är det nära till havet från Falmouth. Närmaste större samhälle är Saint John's, 12 kilometer nordväst om Falmouth. 